# CCTV-中視購物
CCTV-中視購物は、中国中央電視台の24時間テレビショッピングを放送する専門チャンネル。